# Satis
Satis (tiếng Ai Cập: Sṯt  hoặc Sṯjt), còn gọi là Satet hay Satjit, là nữ thần hiện thân của lũ lụt và sông suối vùng Thượng Ai Cập trong tôn giáo Ai Cập cổ đại. Satis cùng với Khnum và Anuket hợp thành bộ ba Elephantine, rất được sùng kính tại hòn đảo này. Trong một số thần thoại, Satis được hợp nhất với nữ thần Sopdet, là hiện thân của sao Thiên Lang báo hiệu mùa lũ sắp tràn về sông Nin.
Qua các hình ảnh phù điêu, Satis được mô tả là một nữ thần đội miện Hedjet, biểu trưng của Thượng Ai Cập với cặp sừng linh dương.

## Thần thoại

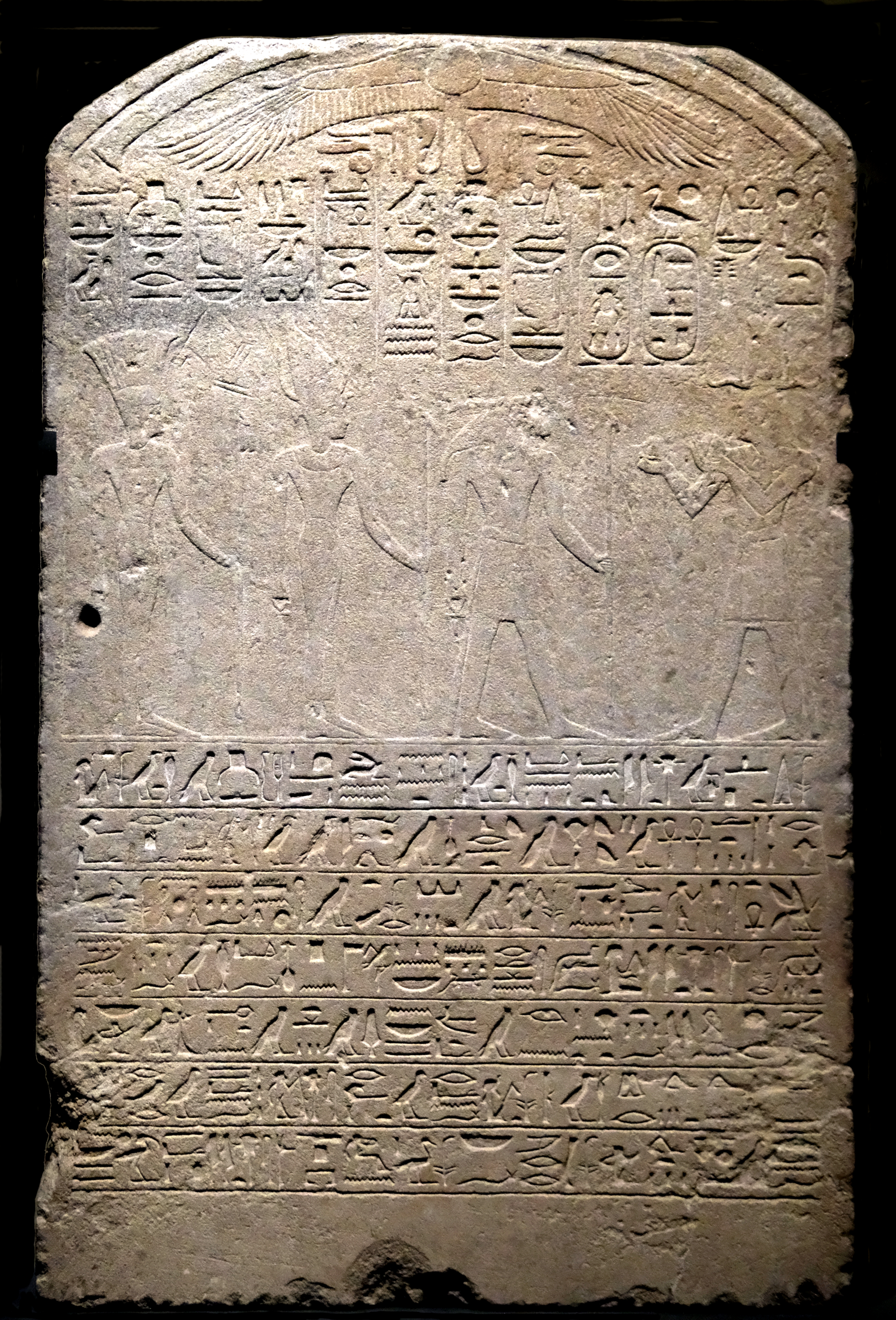
Usersatet, Phó vương xứ Kush đời vua Amenhotep II, đang bái lễ bộ ba Elephantine (bia đá tại Bảo tàng Louvre, số hiệu E17341)

Từ thời kỳ đầu Sơ Vương quốc, Satis đã được biết đến là nữ thần bảo hộ của vùng biên cương phía nam Ai Cập (tức Thượng Ai Cập), đôi khi là cả vùng Hạ Nubia giáp biên giới, bằng cung tên thần của bà. Là nữ thần tối cao của đảo Elephantine, nơi thuộc khu vực Aswan, vốn được xem là khởi nguyên của dòng sông Nin trong thần thoại Ai Cập, bà gắn liền với hiện tượng lũ lụt hằng năm ở vùng đồng bằng.
Satis được chứng thực sớm nhất trên các bình đá tìm thấy dưới chân Kim tự tháp Djoser (thuộc Vương triều thứ 3), và đến thời Vương triều thứ 6, bà đã được nhắc đến trong các Văn khắc Kim tự tháp với vai trò là người thanh tẩy thi hài của nhà vua bằng 4 bình nước lấy từ Elephantine.
Satis khi đó trở thành phối ngẫu của thần Khnum, nam thần cai quản mọi nguồn nước của Ai Cập từ sông Nin đổ về, và là mẹ của Anuket, nữ chúa của đảo Sehel gần đó, và cũng cai quản đoạn sông chảy qua nơi này. Tuy nhiên, có vẻ như ban đầu Satis được cho là phu nhân của thần Montu, còn nữ thần ếch Heqet mới là hôn phối của Khnum.
Satis đôi khi được xem là "Mắt của Ra", một tôn hiệu để gọi những nữ thần là con gái của thần mặt trời Ra.

## Đền thờ

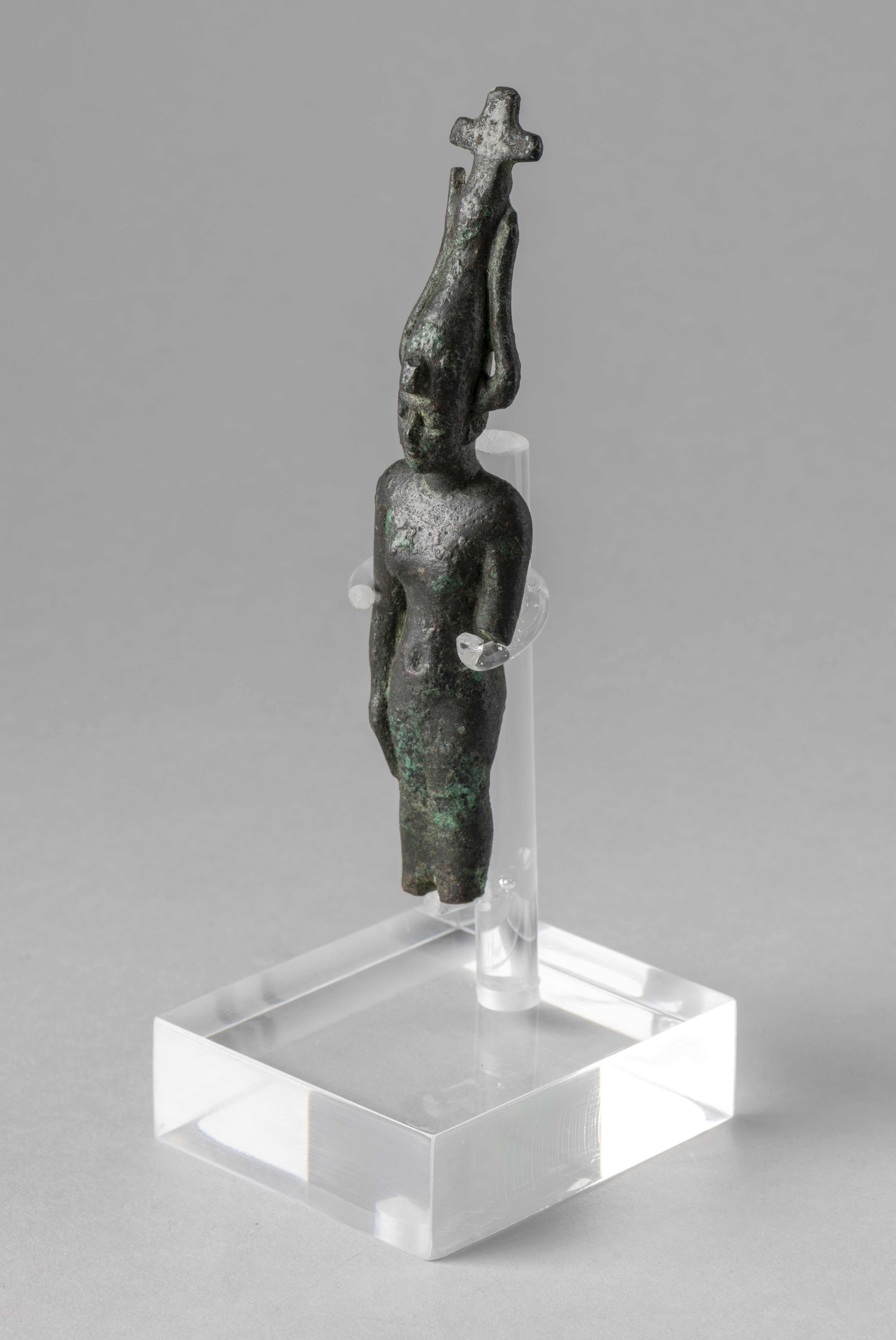
Tượng đồng của Satet-Sopdet thời Hậu nguyên Ai Cập (Bảo tàng Ai Cập Turin, Ý)

Khoảng năm 3200 TCN, ngôi đền đầu tiên của Satis được dựng trên nền đất phía đông đảo Elephantine. Ngôi đền khá khiêm tốn, chỉ là một cấu trúc bằng gạch bùn nằm giữa ba khối đá hoa cương như ba trụ cột tự nhiên che chắn điện thờ.
Trong thời Cổ Vương quốc, đền được xây sửa nhiều lần nhưng vẫn giữ kiến trúc đơn giản bằng gạch bùn. Vào thời pharaon Pepi I, một thánh điện bằng đá hoa cương được xây để đặt tượng của nữ thần. Các vị vua sau đó của Vương triều 6, cũng như dân chúng thường xuyên viếng thăm và dâng lễ vật cho đền, nhờ vào các bản khắc trên bia đá và những tế phẩm còn sót dưới nền thành cổ. Khnum cũng được thờ phụng ở một gian bên trong đền Satis.
Sang thời kỳ Trung Vương quốc, các triều đại đã cho xây lại đền Satis nhiều lần, và lần đầu tiên đền của bà được xây mới bằng đá. Pharaon Mentuhotep II đã cho xây mới một thánh điện trong đền Satis, và thêm một công trình gắn với Lễ hội Lũ lụt, phản ánh niềm tin rằng nước lũ bắt nguồn từ Elephantine. Pharaon Senusret I tiếp tục mở rộng đền Satis với quy mô lớn hơn, bổ sung đại sảnh cho dân chúng phục vụ Lễ hội Lũ lụt.
Bước qua thời Tân Vương quốc, các pharaon Hatshepsut và Thutmose III tiếp tục cho xây nhiều đền lớn thờ cả Satis và Khnum. Kể từ giai đoạn Vương triều thứ 18, thần Khnum dần chiếm ưu thế trong tôn giáo địa phương, đền đài của ông được mở rộng đáng kể, lấn át cả Satis. Ở giai đoạn này, đền thờ của bà được xây hướng về phía vị trí sao Thiên Lang mọc trên bầu trời đêm, do đó kết nối bà với nữ thần Sopdet.
Bước sang thời kỳ Chuyển Tiếp thứ Ba, với những xung đột biểu lộ sự suy tàn của vương quốc Ai Cập, hoạt động xây dựng tại các ngôi đền ở Elephantine đã được khôi phục. Một nilometer (công trình đo mực nước lũ sông Nin) được thêm vào đền Khnum. Trước khi đế chế Ai Cập chấm dứt vì cuộc chinh phạt của người Ba Tư, pharaon Amasis II đã kịp xây thêm một hàng cột cho đền Satis. Dưới các đời vua Vương triều thứ 30, đền Khnum và Satis được mở rộng thêm nhiều phần, và vẫn tiếp tục dưới thời Ptolemaios. Dưới thời Augustus, đền mới của Satet có nilometer riêng với sân hiên lớn hướng ra sông.
Có lẽ từ thời Trung Cổ, công cuộc tháo dỡ đền đài để lấy vật liệu xây dựng các nhà thờ, tu viện bắt đầu. Gần như sau đó, toàn bộ đền lớn chỉ còn lại nền móng, còn các đền nhỏ thì đã biến mất hoàn toàn.

### Tàn tích các đền thờ của Satis và nilometer của đền

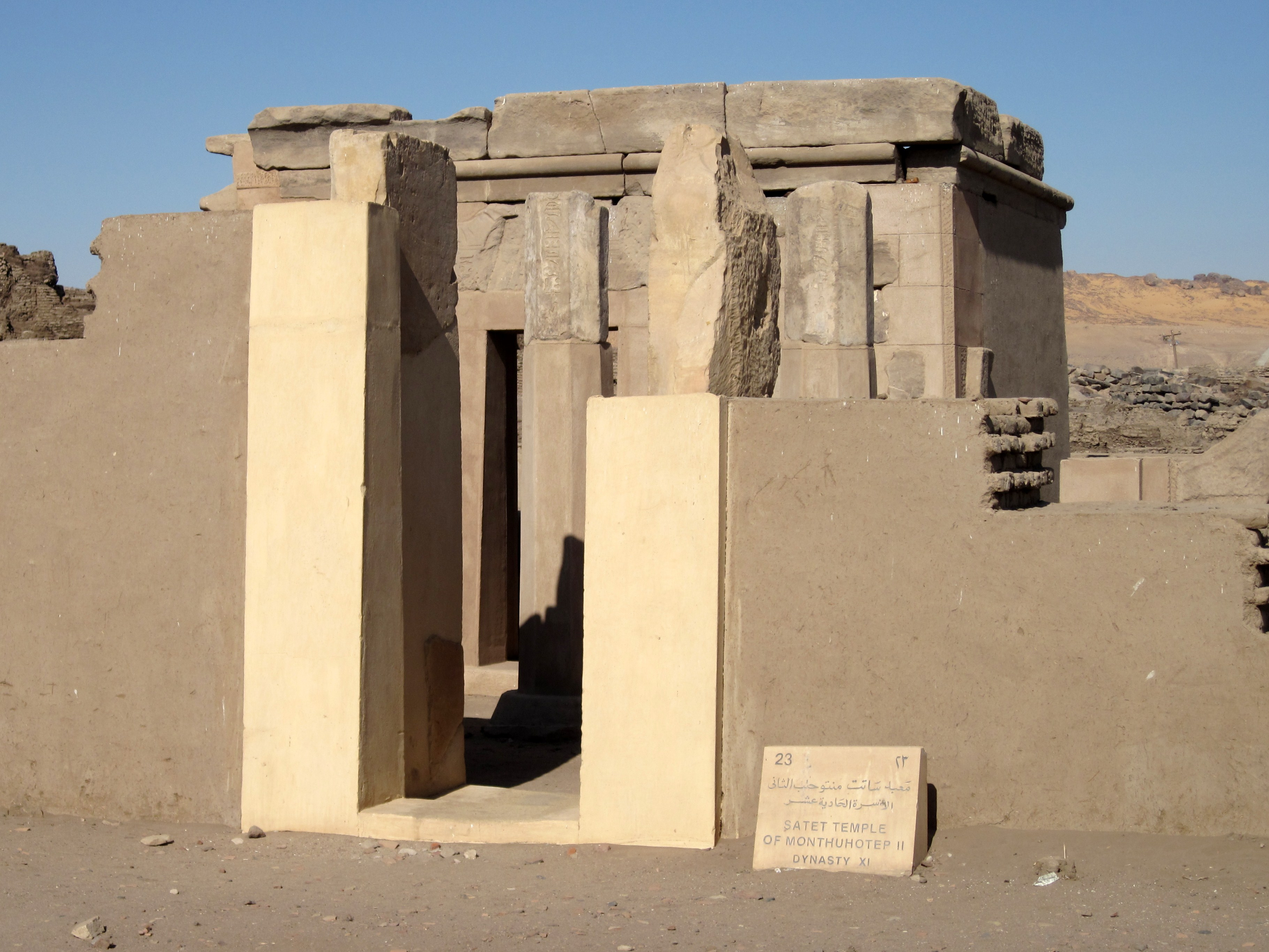
Đền do Mentuhotep II xây
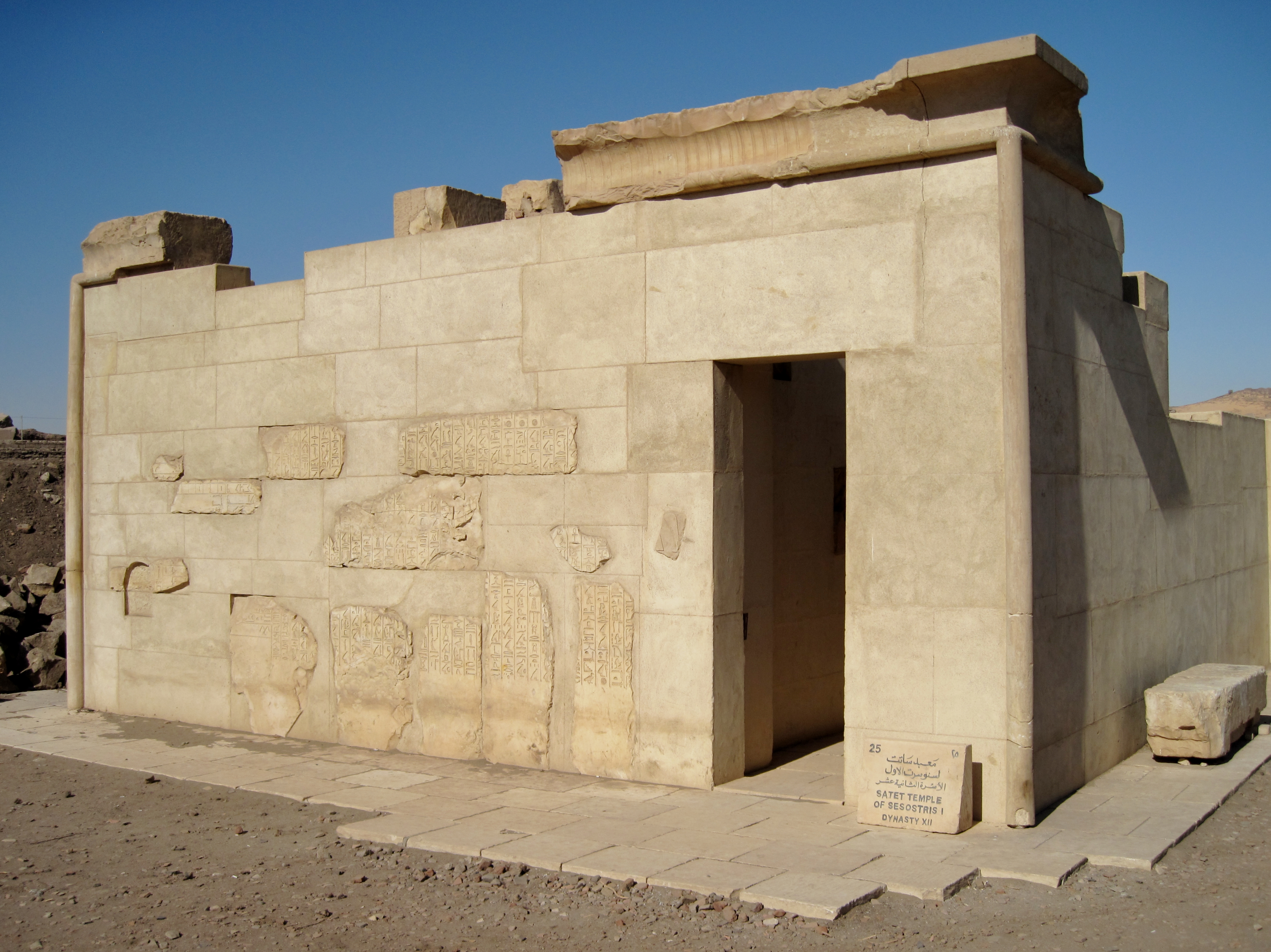
Đền do Senusret I xây
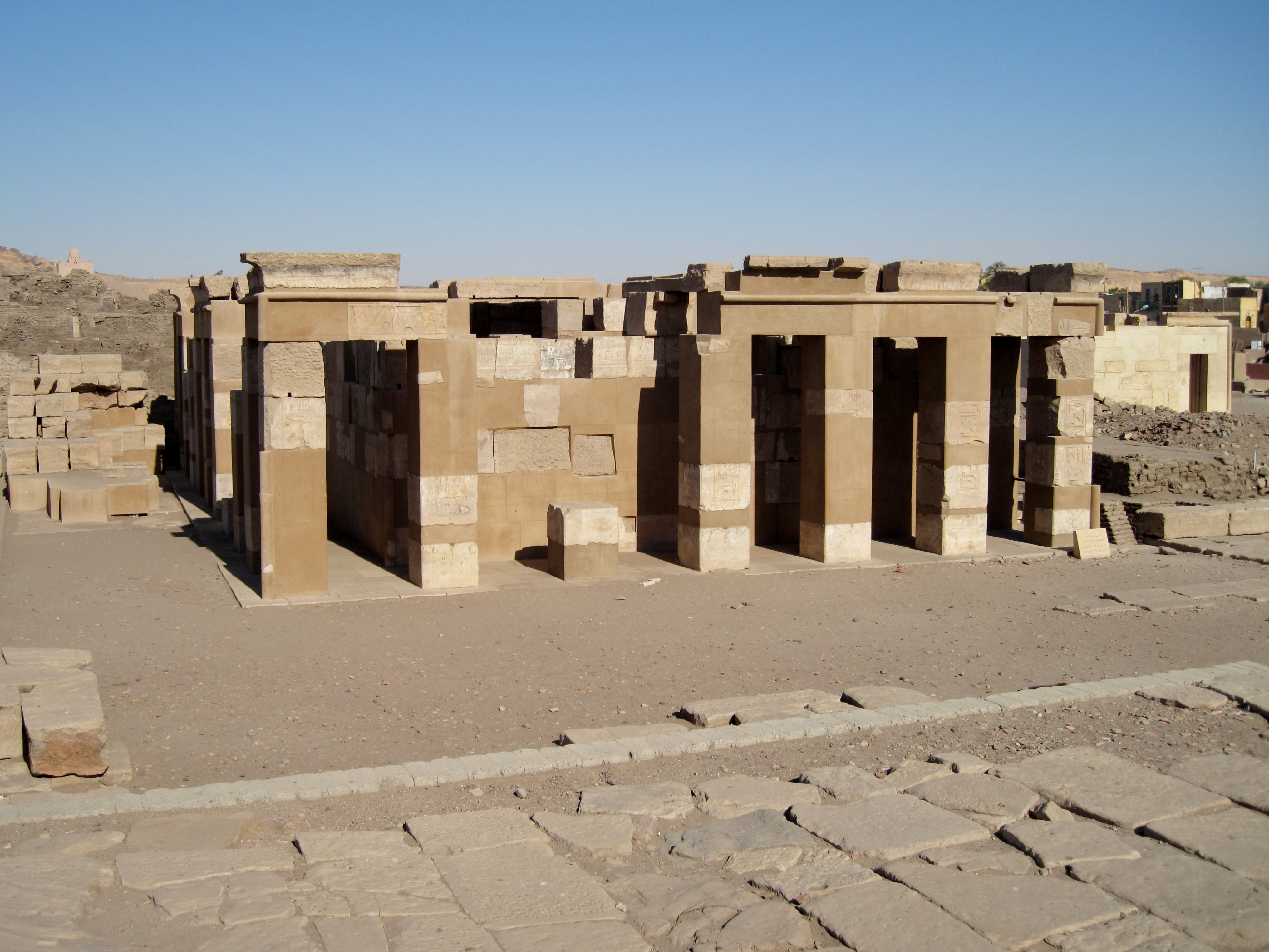
Đền thời Vương triều thứ 18
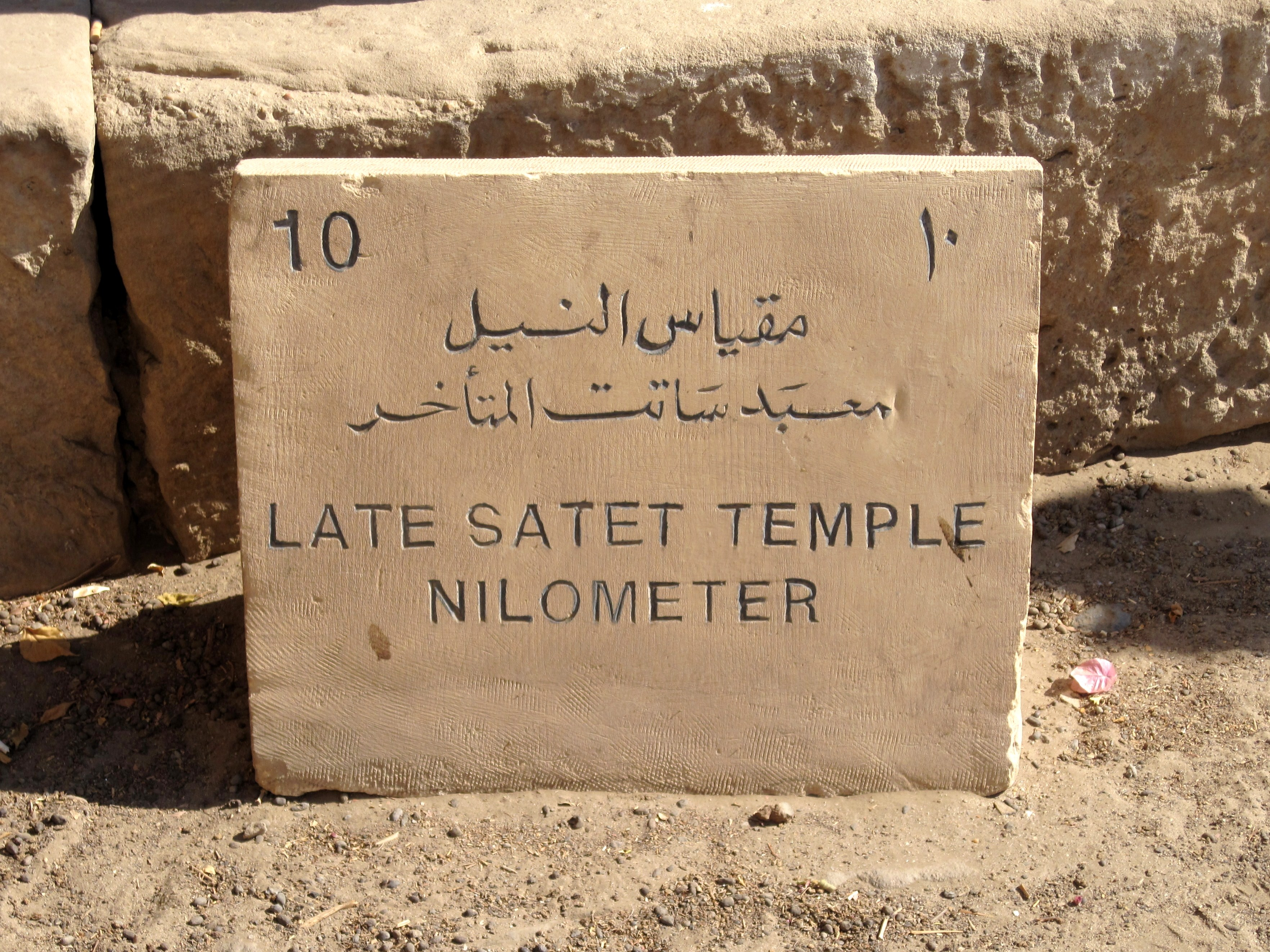
Nilometer trong đền
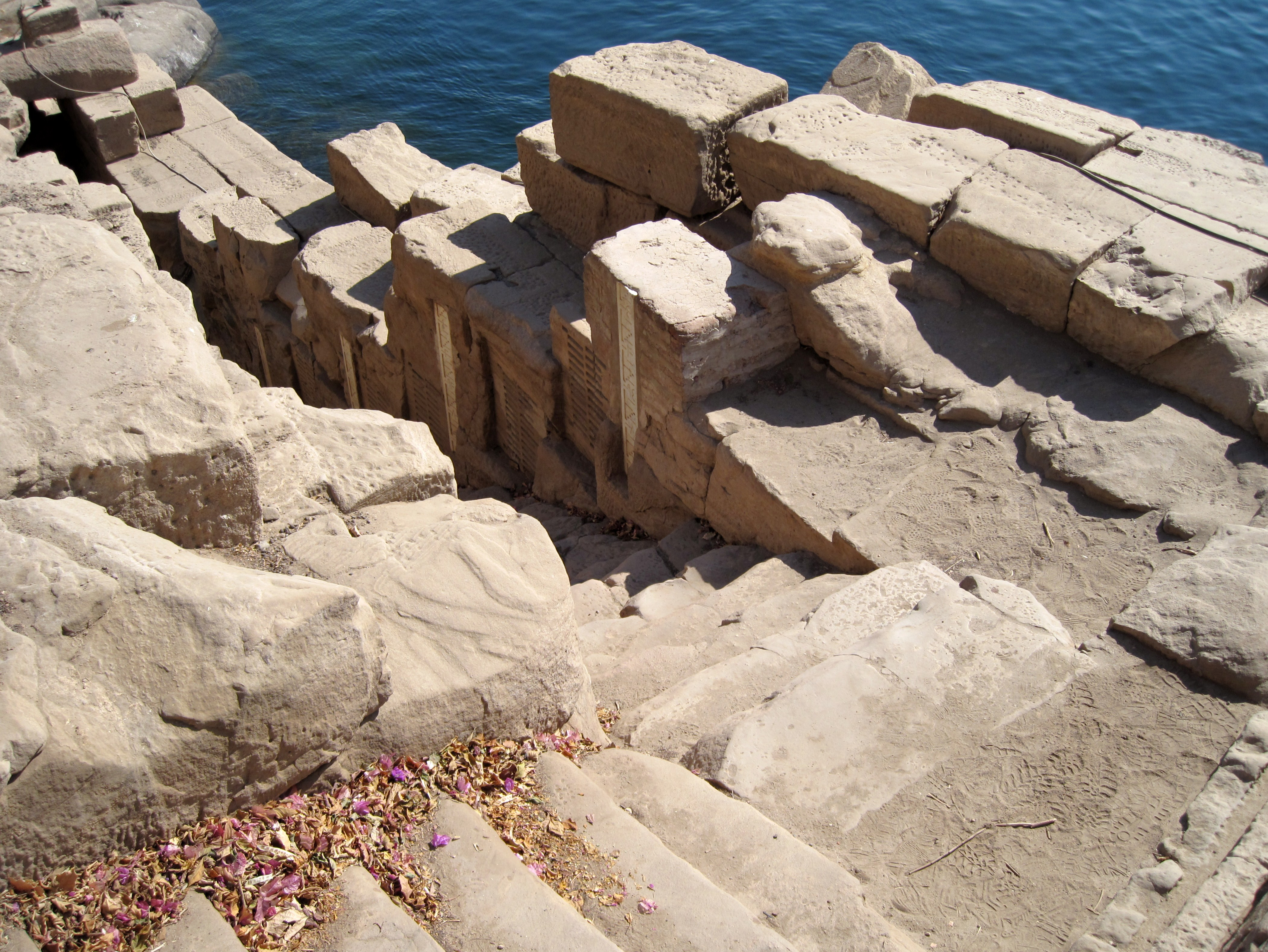
Nilometer trong đền
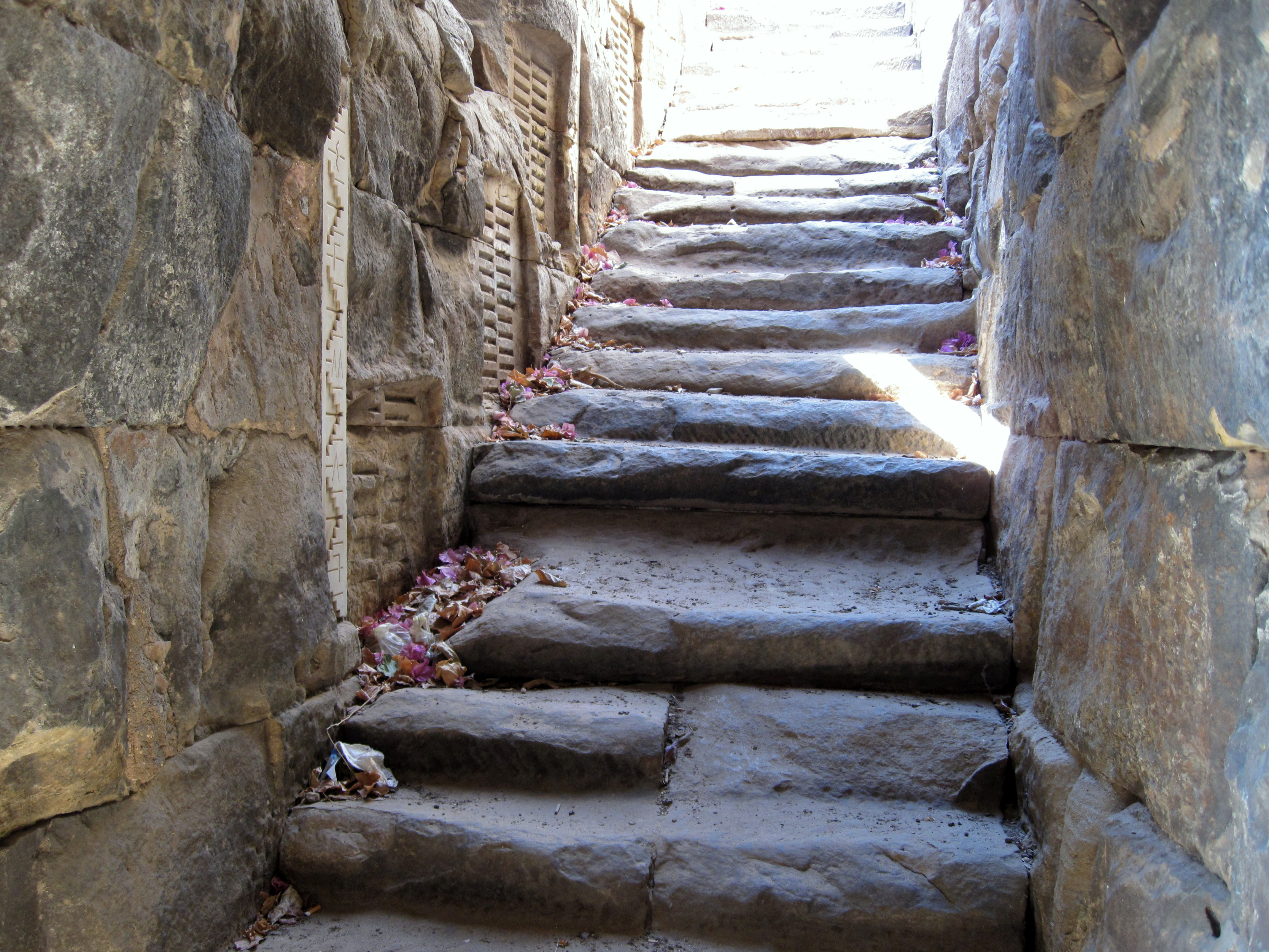
Nilometer trong đền
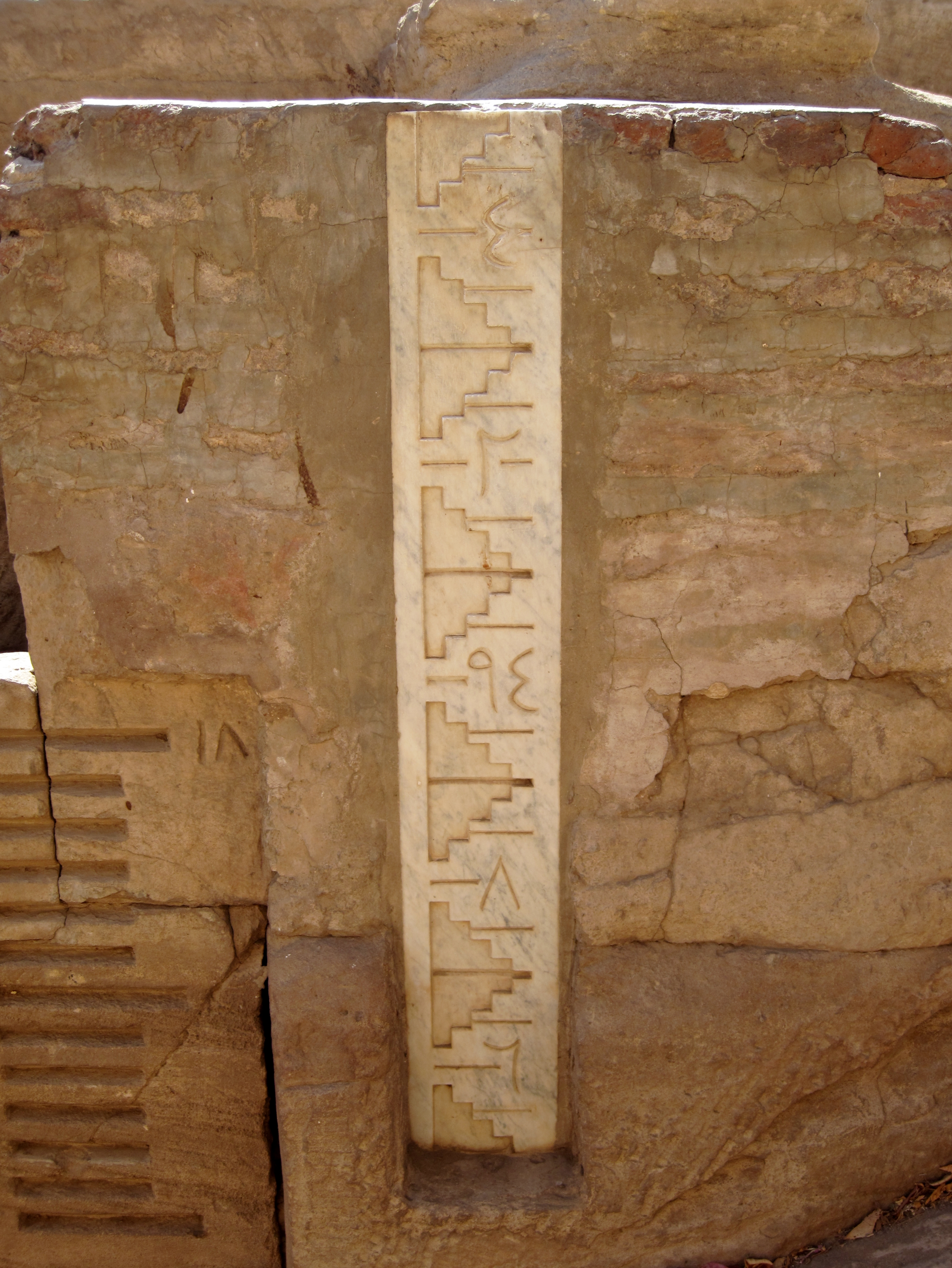
Nilometer trong đền
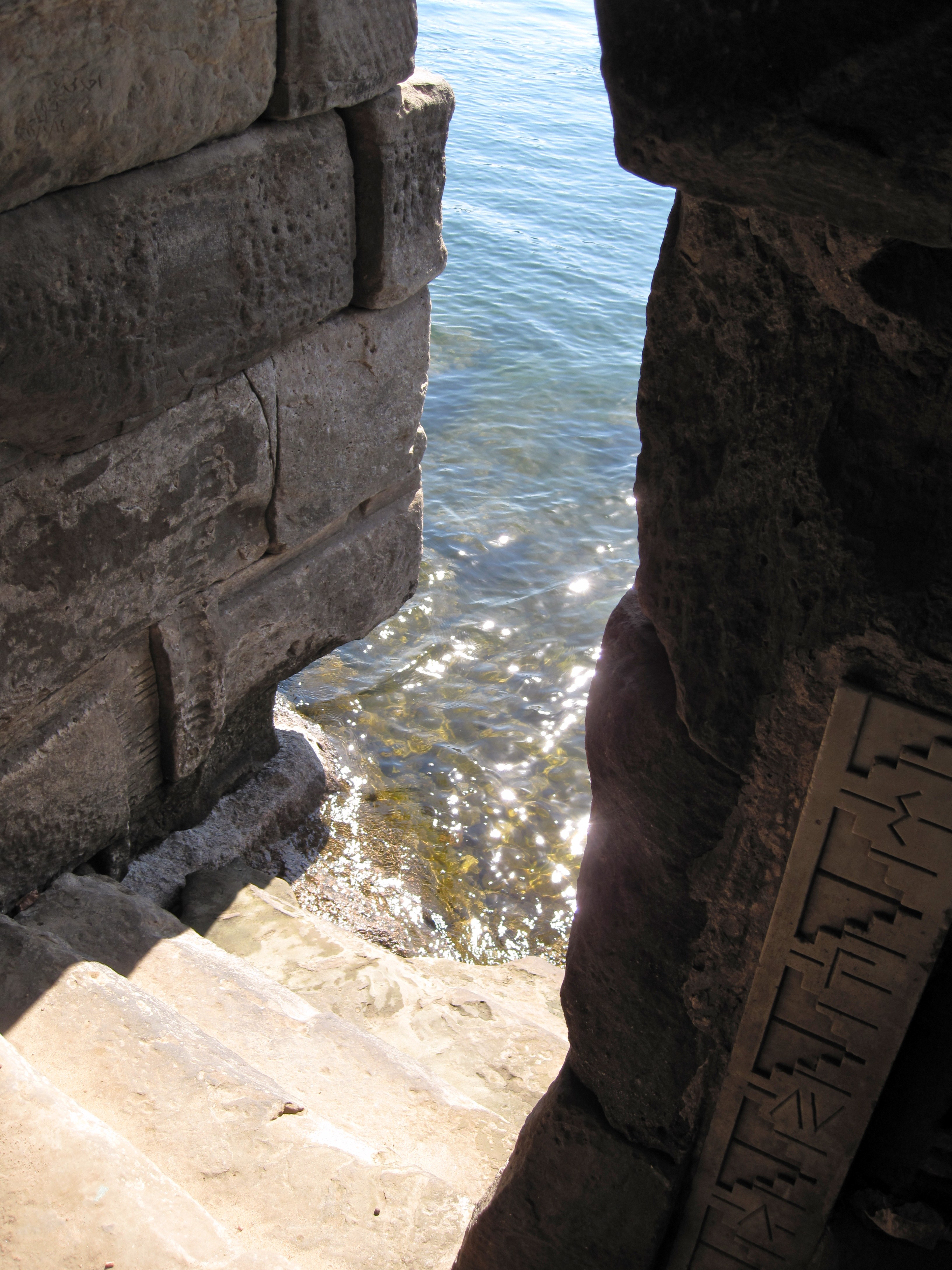
Nilometer trong đền
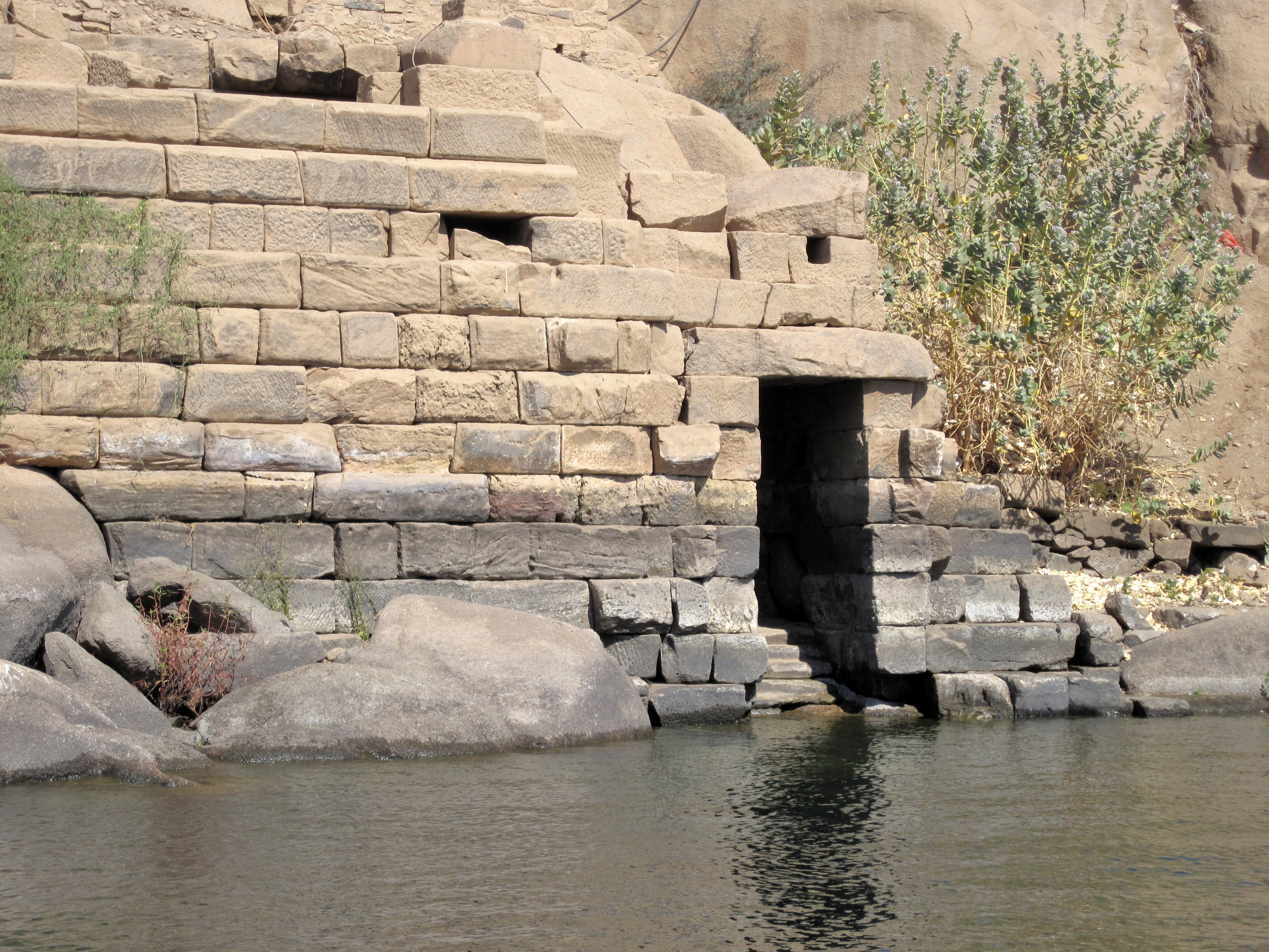
Nilometer trong đền